# Res mixta
Der Begriff res mixta (lat. vermischte Sache, Pl. res mixtae) stammt aus dem deutschen Staatskirchenrecht und bezeichnet Sachgebiete, die sowohl staatliche Angelegenheit sind als auch Angelegenheit von Religions- und Weltanschauungsgemeinschaften. Man spricht daher auch von den gemeinsamen Angelegenheiten.

## Herkunft des Begriffs
Der Begriff der gemeinsamen Angelegenheiten knüpft an die Garantie des Kirchlichen Selbstbestimmungsrechts in Art. 137 Abs. 3 der Weimarer Reichsverfassung (WRV) an, der gemäß Art. 140 GG Bestandteil des Grundgesetzes für die Bundesrepublik Deutschland ist:

„Jede Religionsgesellschaft ordnet und verwaltet ihre Angelegenheiten selbständig innerhalb der Schranken des für alle geltenden Gesetzes.“

Hier werden die sogenannten „eigenen Angelegenheiten“ der Religionsgemeinschaften angesprochen. Ihnen gegenüber stehen die staatlichen Angelegenheiten. Allerdings verbietet die Trennung von Religion und Staat keineswegs jede Zusammenarbeit zwischen dem Staat und Religions- bzw. Weltanschauungsgemeinschaften. Die Kooperation ist dem Staat nicht nur ebenso erlaubt wie mit jeder anderen gesellschaftlichen Gruppe, sondern in bestimmten Bereichen sogar von Verfassungs wegen geboten. Hier kennt also die Verfassung selbst neben den „eigenen“ und den „staatlichen“ Angelegenheiten noch einen dritten Typus, eben die gemeinsamen Angelegenheiten.

## Beispiele
Die Verfassung unterstellt einen Sachbereich meist dann den gemeinsamen Angelegenheiten, wenn sie die Erfüllung einer bestimmten Aufgabe im gesellschaftlichen Interesse für notwendig erachtet, der Staat aber wegen der Verpflichtung zur weltanschaulichen Neutralität an der Erfüllung gerade gehindert ist.

### Religionsunterricht
Am deutlichsten wird das beim Religionsunterricht. Die Verfassung hält die religiöse Erziehung der Jugend für nützlich und gesellschaftlich vorteilhaft. Deshalb ordnet sie an, dass der Religionsunterricht ordentliches Lehrfach ist. Allerdings darf ein weltanschaulich neutraler Staat nicht von sich aus eine bestimmte Religion vermitteln. Zudem würde er schwerwiegend in das Selbstbestimmungsrecht der jeweiligen Religionsgemeinschaft eingreifen, wenn er deren Angehörige „auf eigene Faust“ in ihrer Religion unterrichten würde. Deshalb bedarf der Staat für die inhaltliche Ausgestaltung der Religionsgemeinschaften: die Aufgabe kann nur gemeinsam erfüllt werden.

### Theologische Fakultäten
Als Folge des Religionsunterrichts, der entsprechend ausgebildete staatliche Lehrkräfte erfordert, muss der Staat auch für diese Ausbildung sorgen. Zudem liegt ihm an der Förderung der Theologie als traditioneller Bestandteil der universitären Fächer. Wiederum darf der neutrale Staat aber nicht selbst Lehranschauungen festsetzen oder prüfen. Umgekehrt hat auch die jeweilige Religionsgemeinschaft Interesse an ausgebildeten Theologen. Folglich kann auch eine Theologische Fakultät an staatlichen Universitäten nur als gemeinsame Aufgabe eingerichtet und geführt werden.

### Anstaltsseelsorge
Ausdrücklich beschäftigt sich das Grundgesetz auch mit der Anstaltsseelsorge. Der weitergeltende Artikel 141 Weimarer Verfassung lautet:

„Soweit das Bedürfnis nach Gottesdienst und Seelsorge im Heer, in Krankenhäusern, Strafanstalten oder sonstigen öffentlichen Anstalten besteht, sind die Religionsgesellschaften zur Vornahme religiöser Handlungen zuzulassen, wobei jeder Zwang fernzuhalten ist.“

Auch hier mag es dem Staat wünschenswert sein, die sittlich-religiöse Bildung zu gewährleisten. Im Falle der Anstaltsseelsorge kommt aber noch ein weiterer Zweck hinzu, der aus den Grundrechten der Betroffenen folgt. Normalerweise beinhaltet die Religionsfreiheit nur ein Abwehrrecht gegen den Staat. Der Einzelne kann also nur Unterlassung von Beeinträchtigungen verlangen, hat dagegen keinen Anspruch auf positive Leistungen. Bei den genannten „Anstalten“ liegt aber ein Sonderfall vor. Strafanstalten, Armee usw. nehmen den Insassen bzw. Angehörigen regelmäßig umfassend in Anspruch: Der Gefangene etwa kann eben nicht sonntags zur Kirche gehen, wie es ihm beliebt. In dieser Situation wandelt sich das Abwehrrecht in ein Leistungsrecht. Der Staat muss dem Grundrechtsträger als Ausgleich für die genommenen Möglichkeiten der Religionsausübung andere Möglichkeiten positiv vermitteln. In eigener Regie anbieten kann der weltanschaulich neutrale Staat diese „Dienstleistungen“ freilich wiederum nicht, womit auch insoweit nur die Lösung einer gemeinsamen Angelegenheit bleibt. Das stellt die Regelung klar und weist zusätzlich auf die negative Religionsfreiheit derer hin, die an religiösen Handlungen nicht interessiert sind („… wobei jeder Zwang fernzuhalten ist“).
So kommt es auch im Bereich der Militärseelsorge zu einem Zusammenwirken zwischen staatlichen Organen (den Einrichtungen der Bundeswehr) und den Religionsgemeinschaften. Ziel dieser Kooperation ist es, den Soldaten während ihres Wehrdienstes bzw. ihrer Dienstzeit als Soldat auf Zeit oder Berufssoldat seelsorgerische Leistungen zur Verfügung zu stellen, die speziell auf die Arbeit der Bundeswehr sowie deren Dienstzeiten abgestellt sind. Diese Seelsorge findet überwiegend innerhalb der Einrichtungen der Truppe statt. Rechtliche Vereinbarungen zur Arbeit und zum Status der Militärseelsorger sind in Staatskirchenverträgen bzw. Konkordaten getroffen worden.
Im Schrifttum stößt die Militärseelsorge mitunter auf Kritik. Von Theologen wird die Ausgestaltung der Militärseelsorge bisweilen als „Instrumentalisierung der Religion zu militärischen Zwecken“ bezeichnet. Aus juristischer Sicht wird bemängelt, dass die Verfassung (insb. Art. 141 WRV) für die staatliche Finanzierung der Militärseelsorge, einschließlich der Kosten von Kraftfahrzeuge, Dienstreisen, Pfarrhelfer, Büros, Kirchenräume und Gesangs- und Gebetbücher, keinerlei Anhaltspunkt gebe. Insbesondere für die zahlreichen beamteten Militärgeistliche mit staatlich-kirchlichem Doppelstatus sei eine verfassungsrechtliche Rechtfertigung angesichts des Gebots institutioneller Trennung von Kirche und Staat (Art. 140 GG i. V. m. Art. 137 Abs. 1 WRV) und des Verbots konfessionsgebundener Staatsämter (vgl. Art. 33 Abs. 3 GG) „nicht im Ansatz“ ersichtlich.

### Kommunalfriedhöfe
Kommunalfriedhöfe stehen im Eigentum und unter Verwaltung der staatlichen Gemeinden. Von alters her ist aber der Tod auch von religiöser Bedeutung. Trauerfeiern und ähnliche religiöse Handlungen sind bei Bestattungen üblich und werden gleichermaßen erwartet wie verlangt. Auch diese Dienste kann aber die staatliche Kommune nicht selbst anbieten, sondern sie muss auf die Vertreter einer Religionsgemeinschaft zurückgreifen.

### Kirchensteuer
Eine gemeinsame Angelegenheit ist die Kirchensteuer insofern, als von der jeweiligen Religionsgemeinschaft bei ihren Mitgliedern erhoben, andererseits aber vom Staat eingezogen wird. Anders als eine staatliche Kultursteuer, kann die Kirchensteuer nur in Zusammenarbeit von Staat und Religionsgemeinschaft erhoben werden.

### Kirchliches Arbeitsrecht
Begründen Religionsgemeinschaften öffentlich-rechtliche Dienstverhältnisse, etwa für Pfarrer und Kirchenbeamte, regeln sie damit ihre eigenen Angelegenheiten. Häufig nutzen sie aber daneben auch das privatrechtliche Arbeitsrecht. Die so begründeten Arbeitsverhältnisse sind durch staatliches Recht geregelt und entziehen sich damit nach Auffassung mancher dem Bereich der eigenen Angelegenheiten (Art. 137 Abs. 3 WRV). Nach überwiegender Auffassung müsse aber auch insoweit das kirchliche Selbstbestimmungsrecht beachtet werden, das staatliche Recht könne also durch kirchenrechtliche Regelungen beeinflusst oder gar überlagert sein. Bei der Anwendung des staatlichen Arbeitsrechts sind jedoch grundsätzlich auch die Grundrechte der kirchlichen Arbeitnehmer zu berücksichtigen und mit dem kirchlichen Selbstbestimmungsrecht in Konkordanz zu bringen; ein Gebot, dass nach Auffassungen in der Literatur weder in der verfassungs- noch fachgerichtlichen Spruchpraxis konsequent umgesetzt wird. Dieses „Kirchliche Arbeitsrecht“ kann ebenfalls als gemeinsame Angelegenheit bezeichnet werden.

## Problematik
Die gemeinsamen Angelegenheiten stellen einen Kompromiss dar zwischen der Trennung von Staat und Kirche (Art. 140 GG i. V. m. Art. 137 Abs. 1 WRV) einerseits und dem Wunsch nach gleichmäßiger Förderung aller Religionen und Weltanschauungen. Das Kirchliche Selbstbestimmungsrecht wird gleichermaßen geschont wie verwirklicht.
Allerdings können durch die Zusammenarbeit auch Konflikte entstehen, die weder in einem staatskirchlichen noch in einem laizistischen System vorkämen. Problematisch ist insbesondere das „konfessionell gebundene Staatsamt“, das zwar keineswegs bei allen gemeinsamen Angelegenheiten auftritt, aber doch in vielen Fällen. Art. 33 GG geht davon aus, dass für öffentliche Ämter normalerweise die Religionszugehörigkeit keine Rolle spielen darf:

„Jeder Deutsche hat nach seiner Eignung, Befähigung und fachlichen Leistung gleichen Zugang zu jedem öffentlichen Amte.

Der Genuss bürgerlicher und staatsbürgerlicher Rechte, die Zulassung zu öffentlichen Ämtern sowie die im öffentlichen Dienste erworbenen Rechte sind unabhängig von dem religiösen Bekenntnis. Niemandem darf aus seiner Zugehörigkeit oder Nichtzugehörigkeit zu einem Bekenntnisse oder einer Weltanschauung ein Nachteil erwachsen.“

Indem das Grundgesetz aber an anderer Stelle gemeinsame Angelegenheiten schafft oder voraussetzt, kann es für diese Ausnahmefälle implizit feststellen, dass hier die Religionszugehörigkeit sogar Eignungskriterium im Sinne des Art. 33 Abs. 2 GG ist. So leuchtet etwa ein, dass der Staat an einer evangelischen theologischen Fakultät keinen Katholiken lehren lassen kann, im konfessionellen Religionsunterricht keinen bekennenden Atheisten. Auch als Militärgeistlichen kann er nur denjenigen verwenden, der von der jeweiligen Konfession auch geduldet wird (zur Kritik oben). Probleme ergeben sich aber, wenn die einmal ernannten staatlichen Beamten später die Unterstützung ihrer Religionsgemeinschaft verlieren oder von sich aus dieser nicht mehr angehören wollen. Dann nämlich muss der Staat gleichermaßen die Religionsfreiheit des Beamten wie seine Pflicht zur Neutralität und das Selbstbestimmungsrecht der jeweiligen Religionsgemeinschaft beachten. Diese Güter von Verfassungsrang müssen im Wege der praktischen Konkordanz ausgeglichen werden. In den praktisch relevanten Fällen der Hochschullehrer an Theologischen Fakultäten besteht der Ausgleich meist darin, dass die Hochschullehrer ihren Lehrstuhl und ihre Besoldung behalten, aber nicht mehr am Prüfungsverfahren der jeweiligen Konfession teilnehmen (vgl. auch Theologische Fakultät).